# Porto Rotondo
Porto Rotondo (Poltu Ridundu en langue gallurese, Portu Retundu en sarde) est une frazione (Rudalza Porto Rotondo) de la commune d'Olbia, dans le nord-est de la Sardaigne.

## Géographie
Porto Rotondo est situé entre les golfes de Cugnana et de Marinella. Le site s'étend sur 500 ha et possède un port offrant 800 postes de stationnement pour les barques et bateaux de plaisance.
Porto Rotondo fait partie de la province de Sassari et se trouve au nord-est de la Sardaigne, à quelques kilomètres d'Olbia, Golfo Aranci, Palau et Arzachena et à redos du golfe de Marinella.

## Histoire
La structure initiale datant de 1964 est l'œuvre des vénitiens Luigi et Nicolò Donà dalle Rose. Le projet a été initié par un groupe d'entrepreneurs comptant entre autres Vittorio Cini et le banquier anglais George Frank.
Des résidences et des villas ont été réalisées en multipropriété. Celles-ci peuvent accueillir environ 20 000 personnes avec une pointe de fréquentation au mois d'août pouvant atteindre 32 000. Le reste de l'année, le hameau comporte environ 1 000 résidents.
Par sa ressemblance avec l'architecture vénitienne, la place principale est dénommée Piazzetta San Marco.

## Économie et manifestations
Porto Rotondo est dédié uniquement au tourisme et au commerce.
Parmi ses plages les plus renommées on peut citer :
- Ira (Sa Rena Manna en sarde) nom donné en l'honneur de Ira von Fürstenberg,
- Spiaggia Sassi
- Punta Volpe (en sarde Iscia Segada).

Avec Porto Cervo, Porto Rotondo, fréquenté par de nombreux VIP, constitue probablement un des lieux les plus « branchés » de la Sardaigne et de l'Italie.
À Porto Rotondo, dans une zone appelée Punta Lada se trouve Villa Certosa, une résidence estivale appartenant à Silvio Berlusconi.
D'autres personnalités du show biz y possèdent des habitations : Gigi D'Alessio, Marta Marzotto (it), Gerry Scotti.
Contrairement à ce qui a été établi par le Consortium Costa Smeralda, Porto Rotondo est généralement considéré comme une localité de la Costa Smeralda, d'où une certaine rivalité entre les « rotondini » , sobriquet donné aux habitants et personnes qui fréquentent Porto Rotondo et les « cervini » (ceux de Porto Cervo) pour le leadership de la Costa Smeralda.
À l'initiative du Yacht Club Porto Rotondo, annuellement, à la fin du mois d'août, a lieu le Big Game, une manifestation sportive de pêche au large.

## Sources
- (it) Cet article est partiellement ou en totalité issu de l’article de Wikipédia en italien intitulé « Porto Rotondo » (voir la liste des auteurs).